# Dienieżka (1855–1863) BM
Dienieżka (1855–1861) BM – moneta o wartości ½ kopiejki, bita w mennicy w Warszawie, z datą 1855–1863, jako następczyni dienieżki (1850–1855) BM, według systemu wagowego opartego na funcie rosyjskim i stopy menniczej definiującej bicie 32 rubli z jednego puda miedzi.

## Awers
Na tej stronie umieszczono ukoronowany monogram Aleksandra II „A ІI”.

## Rewers
Na tej stronie znajduje się korona, pod nią napis „ДЕНЕЖКА”, poniżej rok 1855, 1856, 1857, 1858, 1859, 1860, 1861, 1862 lub 1863, a pod nim znak mennicy w Warszawie – litery w cyrylicy В.М. (Варшавская Монета).

## Opis
Monetę bito w mennicy w Warszawie, w miedzi, na krążku o średnicy 18 mm, masie 2,56 grama, z rantem gładkim. Według sprawozdań mennicy w latach 1855–1863 w obieg wypuszczono 24 712 481 monet. Dokładne podanie nakładu jest jednak niemożliwe, ponieważ w 1855 roku monetę bito razem z dienieżką (1850–1855) BM, a mennica w swoich sprawozdaniach raportowała jedynie liczbę wprowadzanych do obiegu monet konkretnego nominału, bez podawania typu.
Stopień rzadkości poszczególnych roczników przedstawiono w tabeli:
| Rocznik             | Stopień rzadkości | Szacowana liczba egzemplarzy | Uwagi | Zdjęcia |
| ------------------- | ----------------- | ---------------------------- | --- | ------- |
| dienieżka 1855 B.M. | [ 4 ]             | > 400 000                    | bito również monety dienieżka (1850–1855) BM, znane są odmiany z wąską i szeroką literą A monogramu na awersie |         |
| dienieżka 1856 B.M. | [ 6 ]             | > 400 000                    | znane są odmiany z wąską i szeroką literą A monogramu na awersie                                               |         |
| dienieżka 1857 B.M. | R                 | 80 001–400 000               | |         |
| dienieżka 1858 B.M. | R1                | 15 001–80 000                | |         |
| dienieżka 1859 B.M. | [ 9 ]             | > 400 000                    | |         |
| dienieżka 1860 B.M. | R                 | 80 001–400 000               | |         |
| dienieżka 1861 B.M. | R                 | 80 001–400 000               | |         |
| dienieżka 1862 B.M. | R                 | 80 001–400 000               | |         |
| dienieżka 1863 B.M. | [ 13 ]            | > 400 000                    | |         |

W numizmatyce rosyjskiej moneta zaliczana jest do kategorii monet cara Aleksandra II.
Moneta o tym samym nominale i takich samych rysunkach rewersu i awersu, poza Warszawą, była bita jeszcze w jednej mennicy:
| Nominał   | Lata      | Znak mennicy | Mennica       |
| --------- | --------- | ------------ | ------------- |
| dienieżka | 1855–1867 | Е.М.         | Jekaterynburg |
| dienieżka | 1855–1863 | B.M.         | Warszawa      |